# Ponte Romano di Solestà
Die Ponte Romano di Solestà  ist eine Bogenbrücke in der italienischen Stadt Ascoli Piceno, Provinz Ascoli Piceno, Region Marken, die den Fluss Tronto überspannt.
Die Stadt Ascoli Piceno erhielt ihre Bedeutung durch die hier vorbeiführende antike Konsularstraße Via Salaria, eine unter dem Konsul Gnaeus Pompeius Strabo ausgebaute wichtige Versorgungsstraße zwischen Rom und der adriatischen Küste.

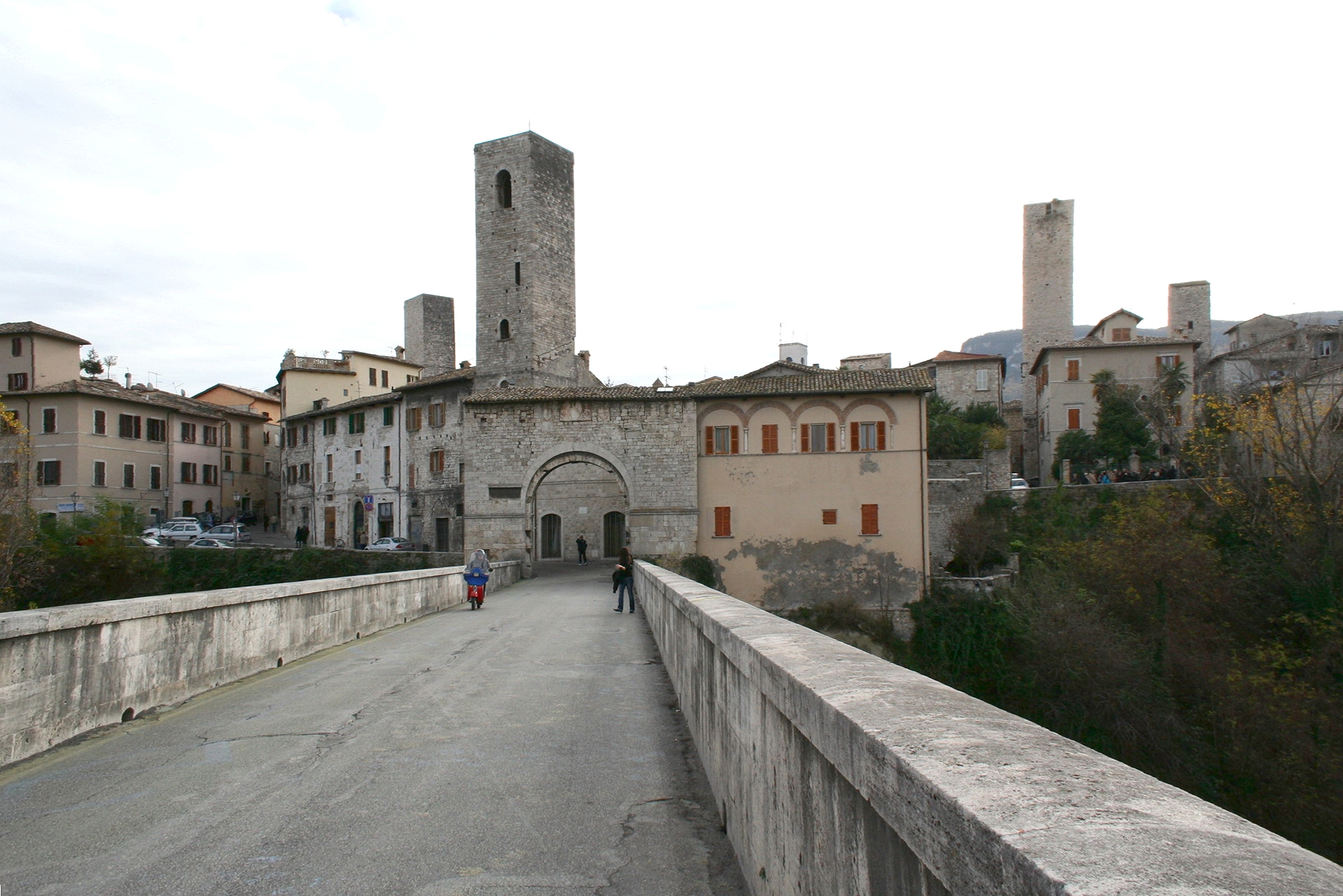
Die Fahrbahn der Brücke mit dem mittelalterlichen Stadttor Porta Solestà

Über die im Jahr 25 v. Chr. unter Augustus erbaute Brücke und das am südlichen Ende der Brücke stehende mittelalterliche Stadttor Porta Solestà erreicht man das innerhalb der ehemaligen Stadtmauer gelegene Stadtviertel San Giacomo.
Die mit Travertinsteinen erbaute einbogige Brücke besitzt eine Bogenspannweite von 22,20 m, eine Höhe von 25 m und eine Länge von 62 m.